# Botanischer Garten Kisantu

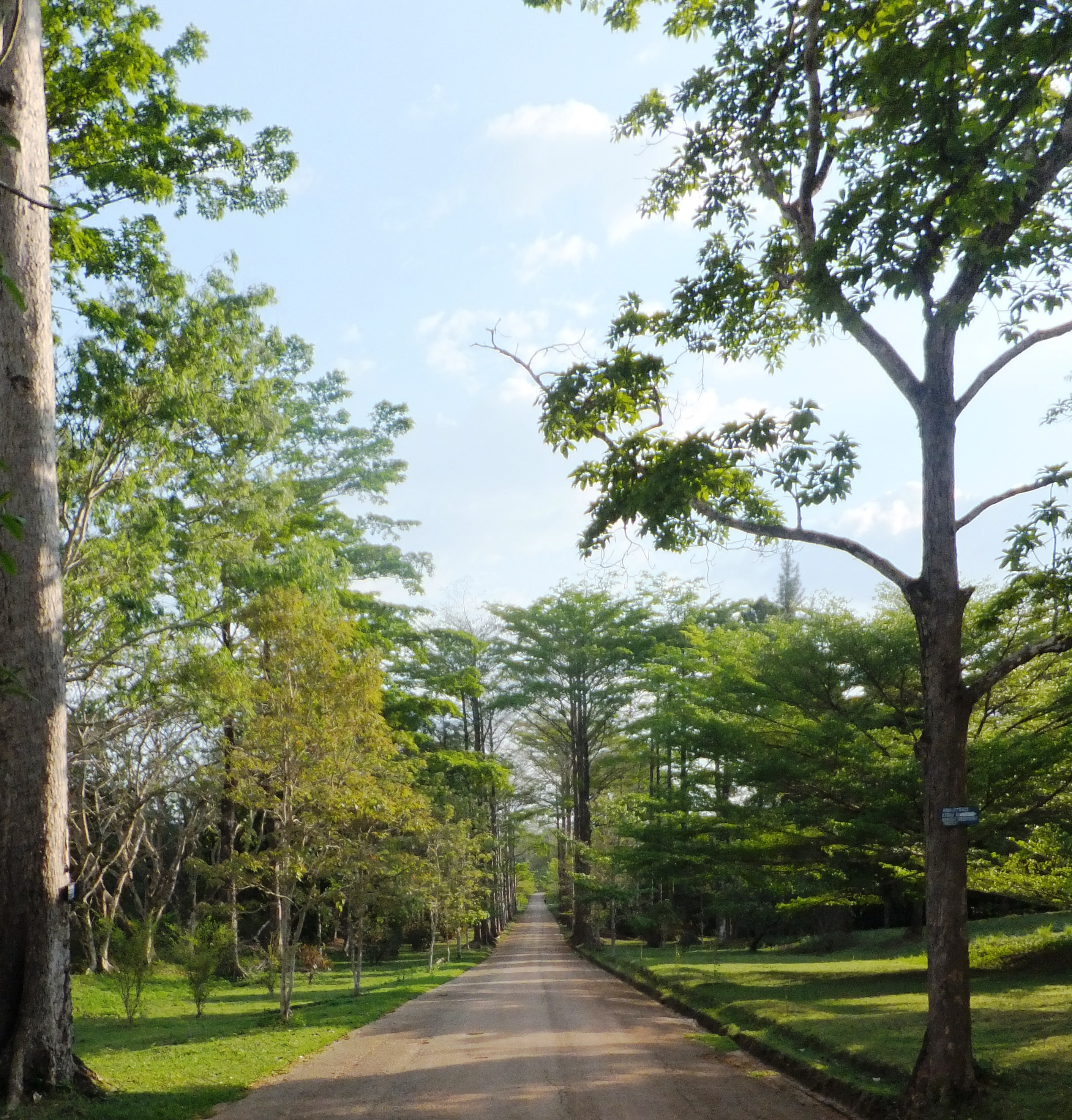
Eingang zum Botanischen Garten

Der Botanische Garten Kisantu ist ein Park und botanischer Garten bei Kisantu in der Provinz Kongo Central im Westen der Demokratischen Republik Kongo auf 525 m über dem Meer am rechten Ufer des Flusses Inkisi. Von belgischen Jesuiten im Jahr 1900 gegründet, erreichte er Ende der 1950er Jahre seine Blütezeit, bevor Jahrzehnte des Niedergangs folgten. Seine Wiederherstellung wurde 2004 mit Hilfe der EU aufgenommen.

## Gründung und erste Jahre
Wenige Jahre nach seiner Ankunft im Kongo wurde dem Jesuiten Justin Gillet die Pflege des Gartens der katholischen Mission übertragen. Er interessierte sich für die lokale Flora und legte erste Pflanzungen von Nutzpflanzen an, im Oktober 1898 folgte ein Garten auf dem Gelände der Mission Bergeyck-Saint-Ignace. Ein Jahr später bewilligte der Kongo-Freistaat finanzielle Unterstützung und da der ursprüngliche Platz zu klein war, wurde der Garten auf eine gut 10 Hektar große Fläche auf einer fruchtbaren Ebene des Flusses Yindu verlegt, die von einem Damm vor dem nahen Fluss Inkisi geschützt und von Kanälen und Rinnen entwässert wurde.
Ursprünglich zur Produktion von Obst und Gemüse für die Missionare, ernährte der Garten von Bruder Gillet bald auch die Kolonisten in Thysville und anderen Orten der Region, bis hin zu Boma und Léopoldville. Er wurde auch zum Versuchsgarten, in dem Arten gesammelt wurden, die für das Land nützlich sein könnten und ein botanischer Garten mit den typischsten einheimischen Pflanzenarten. So wurden eine Vielzahl von Zitruspflanzen und andere tropische Obstbäume, wie die Mangostane aus Indonesien und auch eine Sammlung von mehr als 50 Bananensorten zusammengetragen. Gillet experimentierte mit verschiedenen Maniok- und Reissorten und Kartoffeln. Zu den Sammlungen lokaler Arten kamen tropische Arten, die durch Tausche mit anderen botanischen Gärten auf der ganzen Welt hinzukamen (Eala, Bogor, Peradeniya, Rio de Janeiro).
Im ersten Sammlungskatalog von 1909 sind 600 Pflanzenarten und Varietäten gelistet, im zweiten Katalog von 1913 werden bereits 1000 Arten gelistet. In der letzten Edition des Kataloges von 1927 sind es 1775 Arten und Varietäten, die in Kisantu kultiviert werden.

## Seit der Unabhängigkeit des Kongos
Der Botanische Garten, der zwischen 1958 und 1960 auf seinem wissenschaftlichen Höhepunkt angelangt war, wurde 1972 für den Tourismus zugänglich gemacht. Es wurde eine Besichtigungsroute und Übernachtungsmöglichkeiten angelegt, ein 125 Hektar großes Savannengebiet wurde an den 100 Hektar großen Garten angegliedert. Ab 1976, als im Zuge der Afrikanisierung der letzte belgische Direktor den Botanischen Garten verließ, wurde die wissenschaftliche Forschung vernachlässigt. Als Folge dessen fehlten dem Garten die grundlegendsten Mittel, die für die Verwaltung der Sammlungen nötig gewesen wären. Trotzdem wuchs die Zahl der Touristen, die den Garten besuchten. Die Jesuiten übergaben das Gebiet schließlich dem Kongolesischen Staat, der dort die Leitung des 1978 gegründeten Institutes für Zoologische und Botanische Gärten des Kongo einrichtete.
Mitte der 1990er Jahre beinhaltete der Garten, dessen Sammlungen immer noch mehr schlecht als recht unterhalten wurden, unter anderem einen Palmengarten mit 105 Arten, ein Arboretum mit 200 kongolesischen Bäumen, ein Gewächshaus mit 147 Sukkulenten und eine Orchideensammlung. Hoffnungen auf bessere Zeiten kamen durch eine neue Wertschätzung der Umwelt, welche sich in Afrika entwickelte, sowie durch die Unterstützung internationaler Organisationen wie der Internationale Union zur Bewahrung der Natur und natürlicher Ressourcen, des WWF und der Botanic Gardens Conservation International. Bei der Rebellion gegen Mobutu Sese Seko wurde der botanische Garten 1997 jedoch geplündert und die Rebellenarmee ließ sich auf dessen Gelände nieder.

## Wiederherstellung des Gartens
Im August 2004 wurde ein Vertrag zwischen dem botanischen Garten Meise und dem WWF geschlossen, der die Sanierung des botanischen Gartens Kisantu zum Ziel hatte. Während der ersten Phase dieses von der EU finanzierten Programms wurden drei Jahre später das Sukkulentengewächshaus restauriert und mehrere Gebäude renoviert, um Unterbringungsmöglichkeiten zu verbessern und damit dem botanischen Garten Bildungsmaßnahmen zu ermöglichen und die Öffentlichkeit für den Naturschutz zu sensibilisieren. Der Damm, der die Wasserversorgung des Gartens gewährleistete und durch Hochwasser zerstört worden war, wurde wieder aufgebaut. 2011 hatte der botanische Garten seine Pracht wiedererlangt und wurde dem Kongolesischen Institut für Naturschutz übergeben, das auch für die kongolesischen Nationalparks zuständig ist.
Heute ist der botanische Garten Kisantu eine der touristischen Attraktionen der Demokratischen Republik Kongo und beherbergt 2200 Arten auf 225 Hektar.